# Le Champion du siècle
Pour plus de détails, voir Fiche technique et Distribution.
Le Champion du siècle (titre original : Sportman van de Eeuw) est un film germano-suédo-néerlandais réalisé par Mischa Alexander, sorti en 2006,.
En 2000, alors qu'un jury est sur le point de désigner le sportif du siècle, un homme, Sake Wiarda, tente de les convaincre de ne pas nommer Abe Lenstra mais de lui préférer Taeke Jongsma, dont il leur raconte l'histoire à travers des flash back 

## Synopsis
Depuis son enfance Poleman Taeke, issu d'un milieu ouvrier, pratique le Pole sitting, un sport qui consiste à rester assis le plus longtemps possible sur un poteau en bois. Un jour il se met en tête de battre le record mondial qui est de 250 jours sans bouger du poteau. Arrivé à l'âge adulte, il participe à des compétitions officielles et fréquentant sa petite amie Tjitske, ils font un jour l'amour sur l'un des poteaux de sport. Leur relation prend fin lorsque Taeke refuse d'aider Tjitske, qui a des problèmes familiaux, car il devrait annuler sa participation au prochain concours. Il ne se doute pas qu'elle est enceinte de lui. Pour sauver les apparences, elle épouse Rintje, le rival de Taeke qui est le fils d'un riche fermier. Alors que le mariage survient, Taeke prend conscience que ses sentiments pour Tjitske sont plus importants qu'il ne le croyait et il abandonne sa tentative de record mais il est alors trop tard.
Par la suite, Taeke rejoint le mouvement communiste et braque une banque avec d'autres camarades pour renflouer les caisses du parti. Au moment de l'attaque, ils se rendent compte qu'il n'y a pas beaucoup de liquidités dans les coffres mais ils refusent de voler les clients. À la place, ils contraignent ces derniers à déposer l’argent qu’ils ont sur eux sur leur compte d’épargne, puis volent cet argent à la banque.
Taeke finit en prison où il en est libéré prématurément mais quand la Seconde Guerre mondiale éclate, les autorités allemandes interdissent le Paalzitten, qu'elles considèrent comme un sport dégénéré. 
Les années passant, la rivalité entre Rintje et Taeke ne cessant pas, Tjitske décide de divorcer et elle se remet avec Taeke. Il apprend alors qu'il est le père de sa fille.
Arrivé à un âge avancé, Taeke fini par mourir une nuit alors qu'il était sur un poteau visiblement heureux.

## Fiche technique
- Titre : Le Champion du siècle
- Titre original : Sportman van de Eeuw
- Réalisation :	Mischa Alexander
- Assistant-réalisateur : Katja Sobrino, Milo Rietvelt, Gijs Determeijer
- Scénario :  Mischa Alexander
- Photographie : Bert Pot
- Montage : Charlotte van der Veen
- Musique : Zbigniew Preisner
- Direction artistique : Michel De Graaf
- Décors :
- Costumes : Till Fuhrmann
- Son : Anders Degerberg
- Producteurs : Emjay Rechsteiner, Paul Voorthuysen
- Coproducteurs : Bettina Brokemper, Michael Eckelt, Fredrik Zander
- Sociétés de production : PVPictures, Staccato Films, Fido Film
- Société de distribution : United International Pictures (UIP) (Pays-Bas), Sonet Film	(Suède)
- Pays d'origine :  Pays-Bas |  Allemagne |  Suède
- Langue de tournage : Néerlandais
- Tournage : à partir du 26 novembre 2004 en Basse-Saxe ( Allemagne) et dans la province de Frise ( Pays-Bas)
- Format : Couleur — 35 mm
- Genre : Comédie dramatique
- Durée : 100 minutes (1 h 40)
- Dates de sortie :
  -  Pays-Bas : 6 avril 2006
  -  Suède : 30 juin 2006
  -  Tchéquie : 6 juillet 2006 (Festival international du film de Karlovy Vary)
  -  Argentine : 24 octobre 2006 (Festival du film pour enfants et pour la jeunesse de Buenos Aires)

## Distribution
- Jochum ten Haaf : Poleman Taeke (adulte)
- Ricky Koole : Tjitske (adulte)
- Sipke Visser : Poleman Taeke (jeune)
- Ida Poortinga : Tjitske (jeune)
- Bastiaan Raga : Rintje
- Peter Franke : Poleman Taeke (âgé)
- Rick Nicolet : Tjitske (âgée)
- Bert Geurkink : Buwe
- Gonny Gaakeer : Marietje (âgé)
- Harald Warmbrunn : Rintje (âgé)
- Joke Tjalsma : Gaais
- Pepijn Gunneweg : Jonge Sake Wiarda
- Lou Landré : Sake Wiarda (âgé)
- Freark Smink : Pijlsma
- Rients Gratama : Rients
- Riemer van der Velde : Riemer
- Heinze Bakker : Heinze

## Récompenses et distinctions
- 2006 : Nomination aux Gouden Ui[3]
- 2025 : Rétrospective au Festival du cinéma néerlandais d'Utrecht[4]

## Réception critique
- A sa sortie, le film n'a pas suscité de la part du public d'engouement particulier[5] même si ça reste un bon divertissement[6]. Variety nuance ainsi sa critique expliquant que le film a du potentiel[7].

## À noter
- Le tournage s'est déroulé à partir du 26 novembre 2004 à Aurich et Leer, en Basse-Saxe, en Allemagne, ainsi que rue Raadhuisplein, dans le quartier d'Oldehove à Leeuwarden, chef-lieu de la province de Frise, aux Pays-Bas;